# Tefra

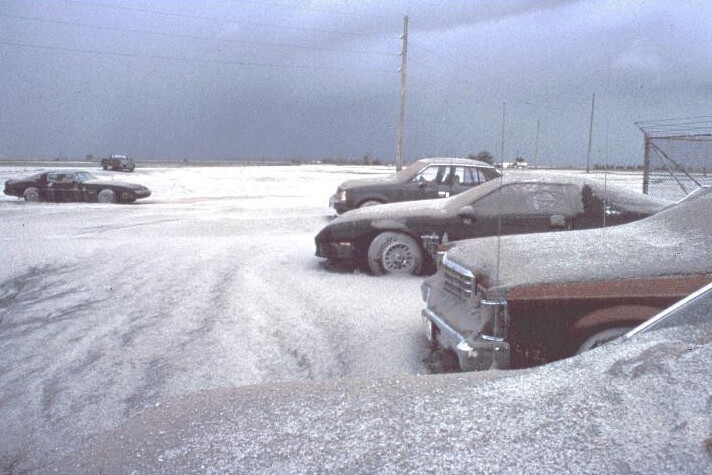
9 cm silná vrstva tefry tvořena vulkanickým popelem po výbuchu sopky Pinatubo, 15. červen 1991

Tefra je obecné označení pro pyroklastické sedimenty všech typů a velikostí. Někdy se uvádí, že jde o nezpevněná pyroklastika, která nebyla přesunuta z původního místa, kde se usadila. Termín nezohledňuje petrografické složení horniny, velikost pyroklastů, ani způsob jejich uložení.
Termín, podle řeckého označení prachu, v roce 1944 poprvé použil Sigurdur Thórarinsson.
Tefra vzniká při explozivních sopečných erupcích. Vrstvy tefry se při těchto erupcích mohou usadit v širokém okolí sopky na tisících kilometrů čtverečních. V sedimentárním záznamu tak mohou vytvářet novou dobře sledovatelnou vrstvu. Korelace sedimentů pomocí vrstev tefry se označuje tefrochronologie. V případě velkého množství akumulované tefry dochází v pozdějších stádiích k jejímu přepracování za vzniku úlomkových proudů nebo vulkanických brekcií na úpatích sopek a ve výplavových vějířích.
Je tvořena vulkanickým sklem, vznikajícím při chladnutí drobných kapiček lávy ve vzduchu, jakož i minerálními zrny. Silné erupce mohou mít za následek i výraznou příměs litoklastů starších hornin.